# 発田志音
発田 志音（ほった しおん、Shion Hotta、2000年 - ）は、日本のスポーツ研究者、元プロテニス審判員。国際テニス連盟、日本テニス学会、日本スポーツ法学会委員。主な研究テーマは、「スポーツ団体の適切な組織運営」。東京大学大学院法学政治学研究科所属。東京大学大学院教育学研究科附属学校教育高度化･効果検証センター協力研究員。

## 来歴
3歳からテニスを始める。2016年、日本テニス協会B級公認審判員認定試験に合格。2018年からは国際テニス連盟ナショナルチェアアンパイアとして、ITFの国際ツアーや日本リーグなどで主審･線審を務める。2019年に東京大学教育学部附属中等教育学校卒業、慶應義塾大学法学部法律学科卒業。2021年、発足直後であったプロテニスリーグの主審第1号に採用。2022年、国際的審判水準の向上と若手審判員育成に多大な貢献をしたとして、プロテニスリーグ機構より最優秀審判員賞、慶應義塾より小泉体育奨励賞を受賞。同年より慶應義塾体育会矢上部硬式庭球部コーチ。2023年、東京大学大学院法学政治学研究科入学、専門は新領域法学。国立研究開発法人科学技術振興機構ムーンショット型研究開発事業「アバターを安全かつ信頼して利用できる社会の実現」研究協力者。

## 主要な受賞
- 2018年 日本テニス学会 研究奨励賞[16]
- 2019年 日本テニス学会 研究奨励賞
- 2022年 Certificate of Appreciation, International Tennis Federation

## 主要な著書
- 「国立国会図書館サーチ」を参照
- 「国立情報学研究所 CiNii」を参照

## 主要な論文
- Hotta, S. and Yamamoto, M.「A Practical Example of Strengthening Governance in Japanese College Tennis Clubs」『ITF Coaching & Sport Science Review』30(87) 18-24、2022年[17]
- 発田志音･山本 衛･平田大輔･三橋大輔「大学テニス部のグッドガバナンスに関する調査」『テニスの科学』第30巻、2022年[18]
- 山本 衛･発田志音「裁判例分析にみるテニス事故の法的責任」『テニスの科学』第30巻、2022年[19][20][21][22]
- 発田志音「テニス審判員の参加動機･満足度と活動頻度の関連」『テニスの科学』第29巻、2021年[23]